# Yoandir Puga
Yoandir Puga (Nueva Gerona, 3 gennaio 1988) è un calciatore cubano, attaccante dell'Isla de la Juventud.

## Carriera

### Club
Ha sempre giocato nel campionato cubano.

### Nazionale
Ha esordito in Nazionale nel 2013.